# Claude Mairet
Pour les articles homonymes, voir Mairet.
 (octobre 2024).
 (octobre 2024).
Si vous disposez d'ouvrages ou d'articles de référence ou si vous connaissez des sites web de qualité traitant du thème abordé ici, merci de compléter l'article en donnant les références utiles à sa vérifiabilité et en les liant à la section « Notes et références ».
Claude Mairet, né le 13 septembre 1949 à Dole (Jura), est un musicien français.
Il fut le complice musical d'Hubert-Félix Thiéfaine, qu'il rencontre pour la première fois en août 1965, lors d'une fête de colonie de vacances. Ils se retrouvent au lycée Mont-Roland la même année, puis sur le campus de la faculté de Besançon en 1969.

## Carrière
En 1970, en compagnie de Tony Carbonare et de Mick Piellard, Mairet et Thiéfaine fondent le groupe Quatre Fous dans une latrine, dont l'existence est brève. Selon Thiéfaine, l'existence du groupe s'est limitée à une longue discussion rigolarde. Selon Carbonare, il y eut une, voire deux répétitions dans la chambre de Mick Piellard, autour d'une chanson de Thiéfaine, Provinciale de petite bourgeoisie.
En 1973, avec Mick Piellard à la basse et Jean-Louis Guillet à la batterie, il fonde Guidon, Edmond et Clafoutis. Le groupe publie deux 45 tours : en 1974, Be a Rock n' Roll Star / Stormy Sunday et en 1975, Sacré Jobard (parodie de Sacré Dollar) / Du côté d'Azertyuiop (Crypto).
De 1979 à 1989, on le retrouve guitariste et arrangeur auprès d'Hubert-Félix Thiéfaine, puis compositeur de la plupart des musiques de ce dernier. Il est notamment le compositeur de la musique de deux chansons importantes dans l'œuvre de Thiéfaine : Lorelei Sebasto Cha et Les Dingues et les Paumés (in Soleil cherche futur). L’apogée de leur collaboration sera l'album Alambic / Sortie Sud, dont Mairet signe toutes les musiques.
Thiéfaine et Mairet se séparent après la tournée qui suit l’album Eros über alles (1988) ; Mairet est donc présent sur l’album live Routes 88. En 1992, il sort un album de dix chansons en solo, Ici ou là, chez Baillemont, mais seules les musiques sont de son cru.
Lors du concert anniversaire de Thiéfaine à Bercy en 1998, le guitariste retrouve son ancien complice sur le titre Narcisse 81.
Depuis, il compose des musiques pour Deux Pièces Cuisine, la compagnie de théâtre dirigée par son épouse Chantal, à Dole. Il accompagne aussi l'auteur-interprète Pascal Mathieu dans son dernier spectacle (à partir de 2009) Pascal Mathieu en déplacement, pour qui il compose également des musiques.

## Discographie solo
- 1992 : Ici ou là

## Sources
- Hubert-Félix Thiéfaine — Jours d'orage, de Jean Théfaine (Fayard / Chorus).